# Ruppberg
Der Ruppberg ist ein 866 m ü. NHN hoher Berg im Thüringer Wald. Er liegt in den Stadtgebieten von Steinbach-Hallenberg und Zella-Mehlis im thüringischen Landkreis Schmalkalden-Meiningen.
Der Berg, dessen waldloser Gipfel im Ostsüdosten des Stadtgebiets von Steinbach-Hallenberg liegt, gilt als Hausberg der im Südosten befindlichen Stadt Zella-Mehlis. Am Gipfel tritt das Porphyrgestein, aus dem der Berg besteht, deutlich zutage.

## Geographische Lage
Der Ruppberg erhebt sich im mittleren Thüringer Wald im Naturpark Thüringer Wald. Er liegt zwischen der Kernstadt von Steinbach-Hallenberg im Westnordwesten, dem Dorf Oberschönau im Nordwesten, der Stadt Oberhof im Ostnordosten, der Stadt Zella-Mehlis im Südosten, die der Berg mit vulkanähnlicher Gestalt überragt, und Bermbach, einem Ortsteil der Stadt Steinbach-Hallenberg im Westen.
Nördlich des Ruppbergs liegt der Kanzlersgrund mit dem Haselbach (Hasel) genannten Oberlauf der Schwarza. Jenseits davon erhebt sich der dem Hauptkamm des Gebirges vorgelagerte Hohe Stein (860 m). Über den Hauptkamm mit dortigem Finsterbachkopf (898,3 m) verläuft der Rennsteig. Nordwestlich schließt sich der Große Hermannsberg (867,4 m) an, östlich liegt der Gebrannte Stein (896,6 m). Nach Südosten fällt die Landschaft in das Tal der Lichtenau mit Zella-Mehlis ab.

## Geschichte
Bereits die Kelten errichteten wohl eine Wallanlage auf dem Ruppberg. Wallgrabenreste sind im Norden und Süden unterhalb der beiden Gipfelplateaus noch im Gelände zu erahnen. Später, vermutlich vom Ende des 10. Jahrhunderts bis um 1200, soll sich hier eine Burg (das Schloss Ruprechtsburg) befunden haben, die den Herren von Nordeck gehörte. Es ist anzunehmen, dass die Herren von Nordeck Besitzer einer dynastischen Kleinherrschaft waren. Der letzte Vertreter dieses Geschlechts (Gebhard von Nordeck) verstarb 1115 oder 1120. Angeblich noch im 18. Jahrhundert sollen Mauerreste sichtbar gewesen und Kleinfunde gemacht wurden sein. Im Jahre 1619 wurde das Amt Hallenberg (bis zu diesem Zeitpunkt zugehörig zum Kurfürstentum Sachsen) gegen den hessischen Anteil der Zent Benshausen ausgewechselt (Benshäuser Tauschvertrag). Infolgedessen befindet sich der Ruppberg bis heute auf Steinbach-Hallenberger Flurgemarkung.
Die erste Schutzhütte wurde 1898 von der Ruppberggemeinde errichtet. Die heutige Hütte stammt aus dem Jahr 1958.

## Beschreibung

### Gipfel
Ein Wanderweg erreicht den Ruppberg bei der Hütte des Ruppbergvereins, nördlich davon befindet sich ein kleiner Nebenfelsen mit einem Fahnenmast, auf dem immer dann die Fahne gehisst wird, wenn die Hütte geöffnet ist. Im Süden erhebt sich der Hauptgipfel mit einem Gipfelstein, auf dem sichtbare markante Punkte eingetragen sind.

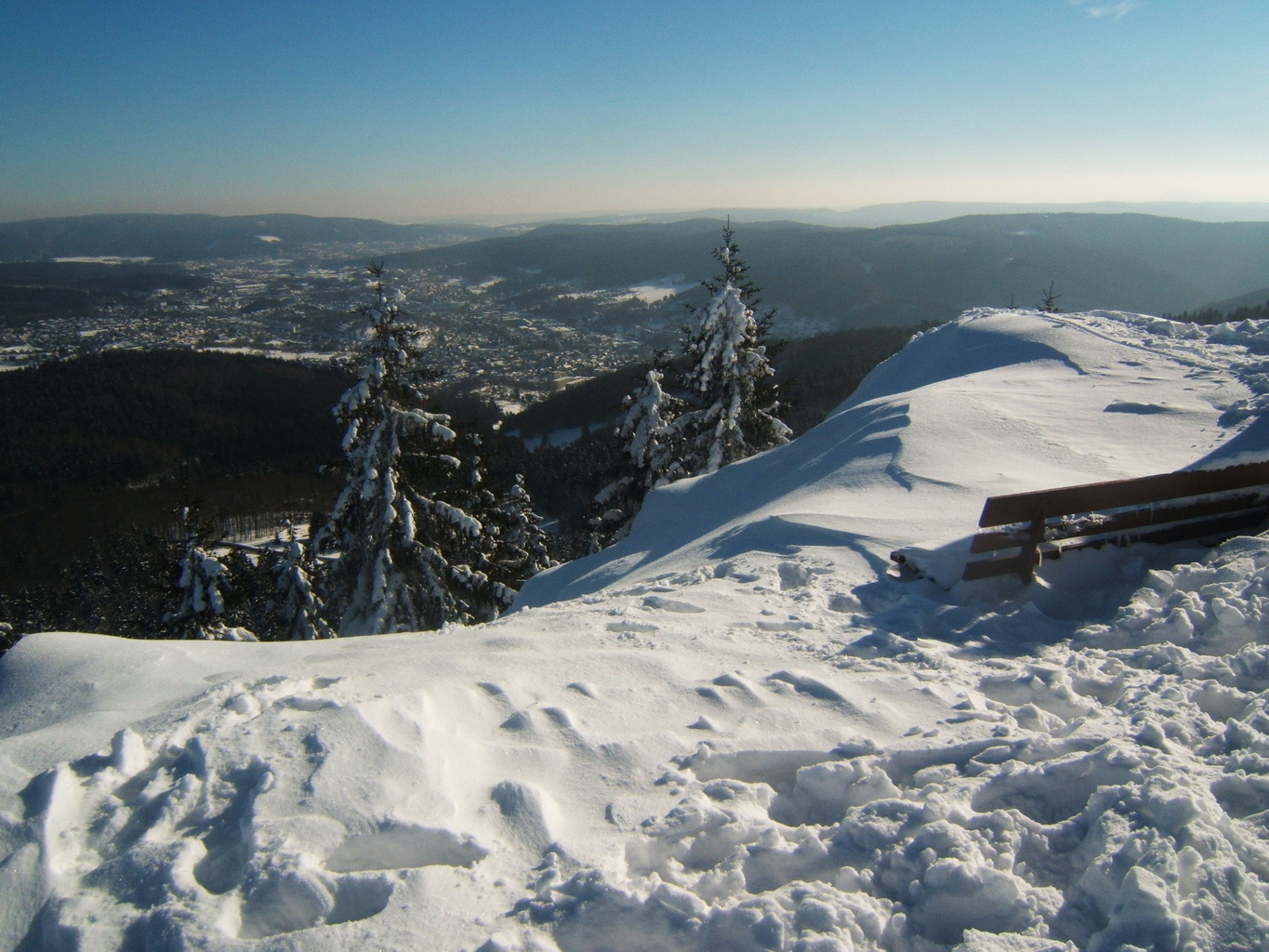
Bank auf dem Gipfel mit Blick auf Zella-Mehlis und Suhl-Nord

### Ausblick
Zu den Sichtzielen mit Blick vom Ruppberggipfel gehören:
| - Schneekopf - Gebrannter Stein - Nordportal des Tunnel Hochwald (A 71) - Suhl mit Ringberg, Adlersberg und Döllberg - Zella-Mehlis - Gleichberge - Kreuzberg | - Wasserkuppe - Gebaberg - Dolmar - Großer Hermannsberg - Kanzlersgrund - Hohe Möst - Hoher Stein |

## Wanderrouten
- Der kürzeste Aufstieg führt vom an der Straße Zella-Mehlis–Oberschönau (L 2691) liegenden Ruppbergparkplatz zum Gipfel; der letzte Wegteil ist recht steil aber mit Stufen und Geländern ausgestattet (Aufstieg ca. 30 Minuten). In der warmen Jahreszeit verkehrt ein Bus vom Mehliser Markt zum Parkplatz.
- Vom Mehliser Markt über das Friedrich-Ludwig-Jahn-Denkmal, die Wiese am Buchenbrunnen, Braukopfhütte (ca. 2 Stunden).
- Vom Mehliser Markt durch das Ruppertstal, am Grillplatz zum Waldhaus abzweigen, über die Wiese zum Ruppbergparkplatz (ca. 2 Stunden).
- Vom Sportplatz Zella-Mehlis über den Stachelsrain, die Lämmerröder, Dammwiese, Heinrichsbacher Stein, Parkplatz (ca. 2 Stunden, 30 Minuten).
- Von Benshausen auf dem Rhön-Rennsteig-Wanderweg (ca. 1 Stunde, 30 Minuten).
- Vom Rondell (Schnittpunkt B 247 und Rennsteig) bei Oberhof über das Schützenbergmoor, vorbei am Veilchenbrunnen, Ruppbergparkplatz (ca. 2 Stunden, 20 Minuten).
- Von Steinbach-Hallenberg über das Knüllfeld, Rupprasen auf den Gipfel (ca. 2 Stunden, 30 Minuten).

## Weitere Bilder

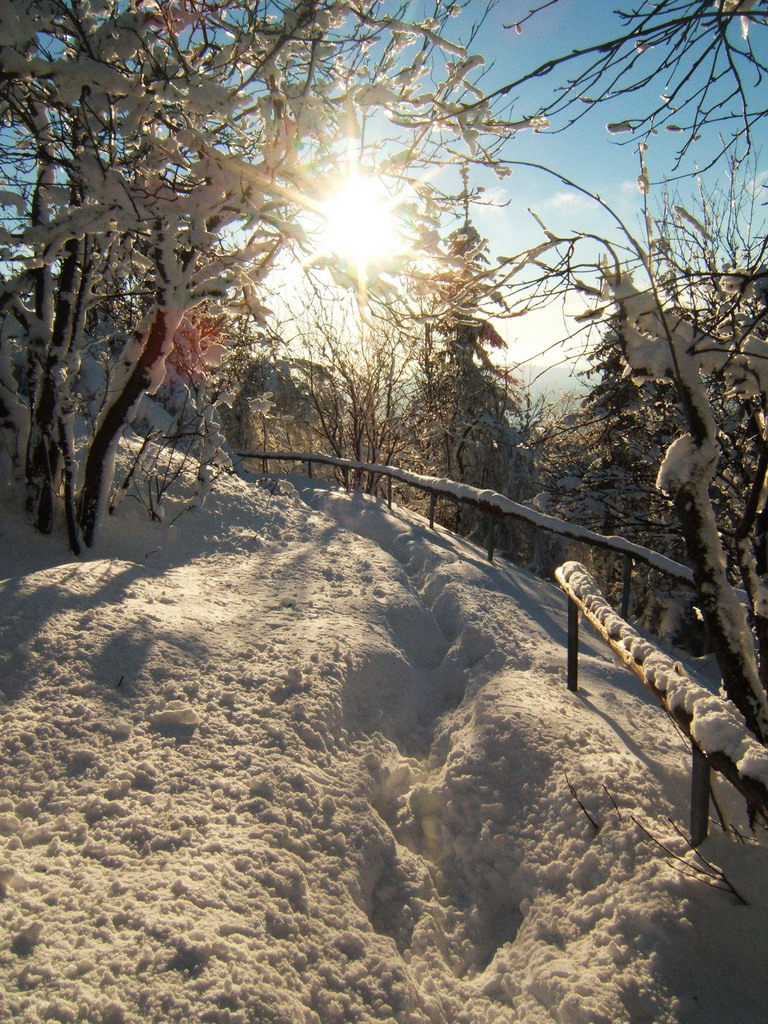
Weg zum Ruppberg im Winter
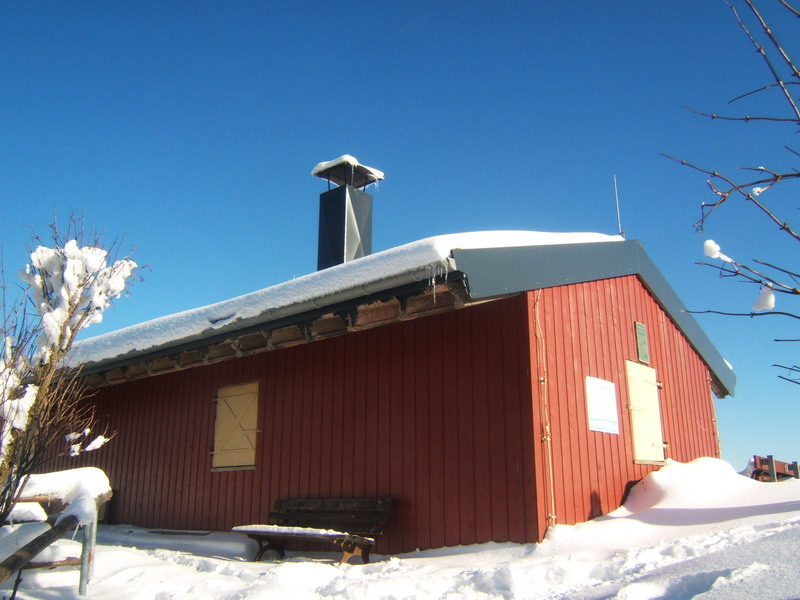
Hütte des Ruppbergvereins
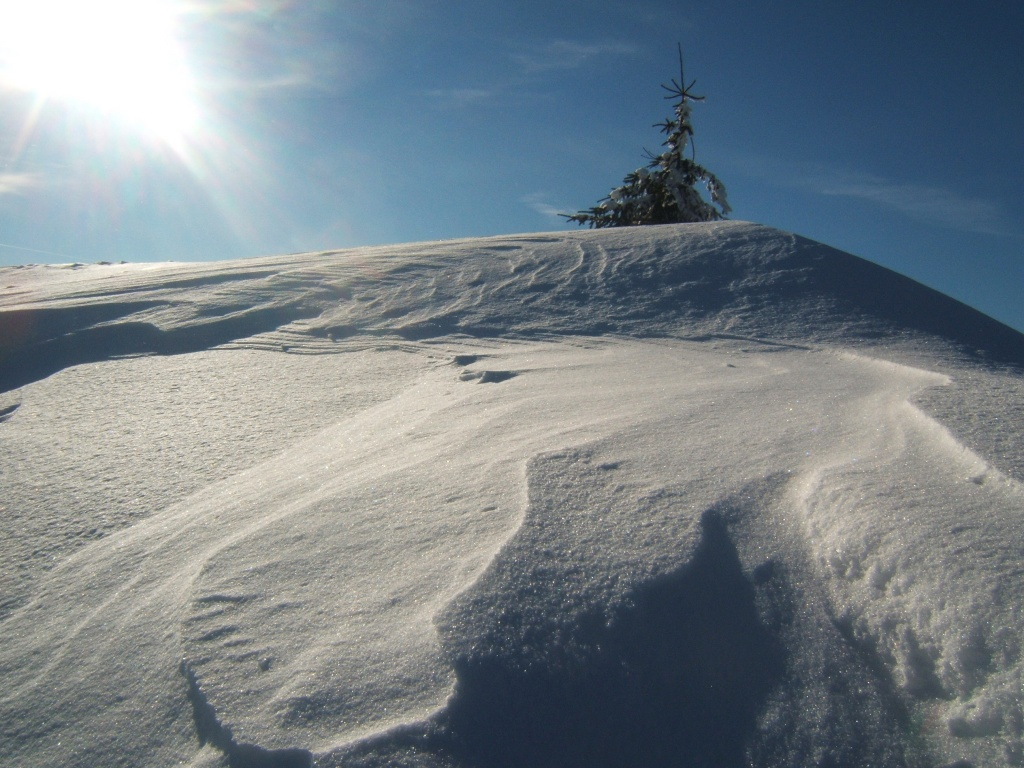
Schneewehe auf dem Ruppberggipfel im Feb. 2005
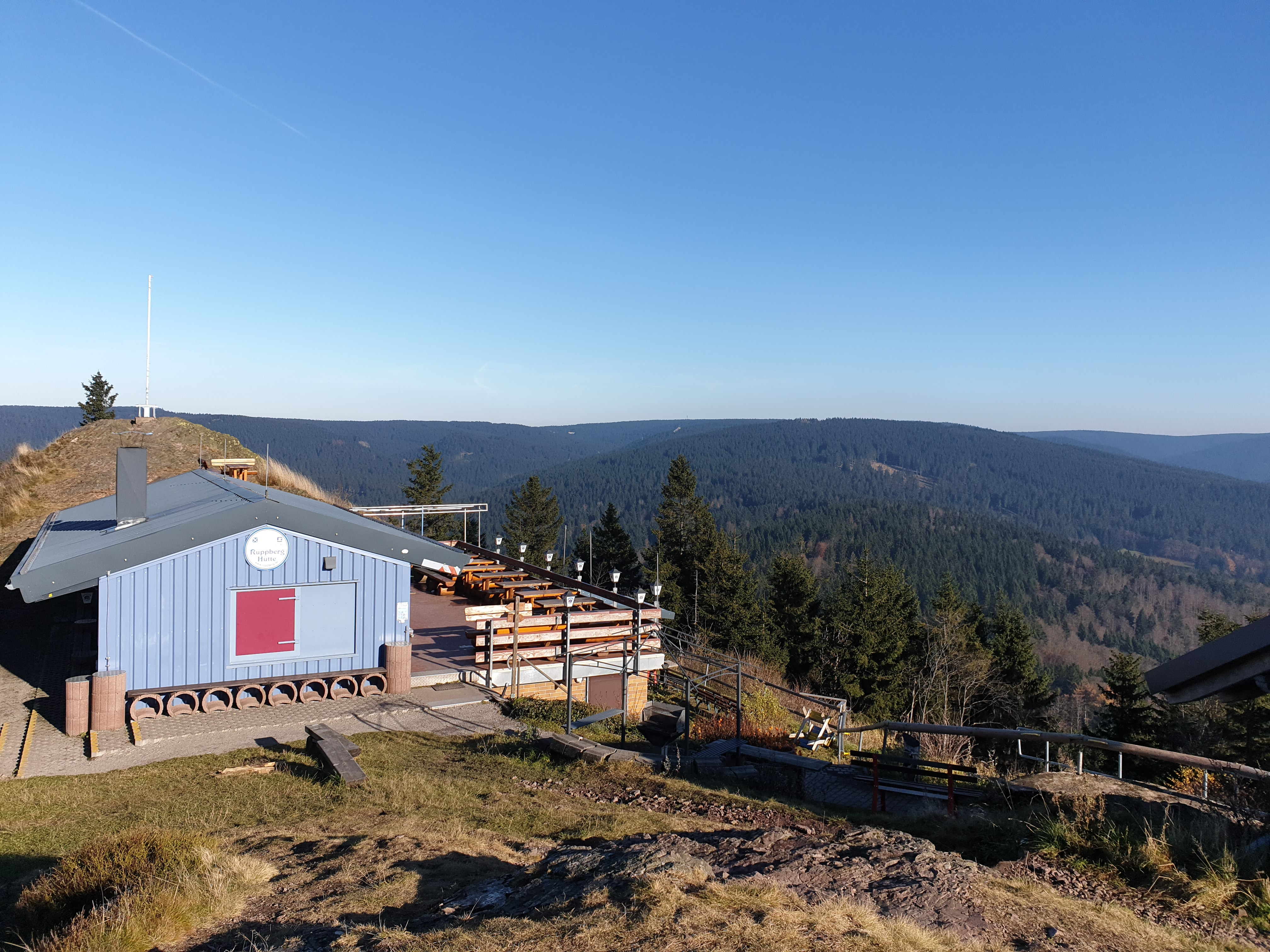
Ruppberg bei Zella-Mehlis in Richtung Oberhof